# Team Dresch
Pour les articles homonymes, voir Dresch.
Team Dresch est un groupe de punk rock américain,  ayant enregistré dans les années 1990 et ayant profondément influencé le mouvement queercore do it yourself, ainsi que la scène indépendante.

## Biographie
Au moment du premier album le groupe est formé de Donna Dresch (guitare et basse), Jody Bleyle (guitare, basse, et voix), Kaia Wilson (guitare et voix) et Marci Martinez (batterie). Toutes ont déjà joué dans des groupes. 
Leur premier single sort en 1994. Le premier album, Personal Best, sort dans la foulée. Le titre est une allusion au film Personal Best, dont le personnage principal est une lesbienne. L'album est coproduit par les labels Chainsaw Records et Candy Ass Records. Il comprend des chansons traitant de l'homosexualité comme She's Crushing My Mind, She's Amazing, de l'homophobie comme Fake Fight, Growing up in Springfield, et du conservatisme chrétien comme Hate the Christian Right!. Le groupe cependant créera la polémique au sein de la scène punk politique américaine.
Sur leur deuxième album, Captain My Captain, Melissa York remplace Marci Martinez à la batterie. La chanson Uncle Phranc rend hommage à la chanteuse lesbienne Phranc, qui participe à l'album. Après ce deuxième album, Kaia Wilson et Melissa York quittent le groupe pour former The Butchies. Les autres continuent de jouer, puis en 1998, le groupe se sépare. Ses différents membres se sont depuis réunis lors de plusieurs concerts, entre 2004 et 2010.

## Discographie

### Albums studio
- 1995 : Personal Best (Chainsaw/Candy Ass Records)
- 1996 : Captain My Captain (Chainsaw/Candy Ass Records)

### Compilations
- 1994 : Fake Fight (sur Periscope)
- 1994 : Seven (sur Rock Stars Kill)
- 1995 : Song for Anne Bannon (sur Free to Fight)
- 1996 : She's Amazing (live) et The Lesbionic Story (sur Yoyo A Go Go)
- 1997 : Hand Grenade  (sur Some Songs)
- 1998 : Deattached (A Maximum Volume Interpretation) remix de Christoph De Babalon (sur Join The Queercorps)
- Fake Fight et My Voice  (sur The Shiner Cassette (Slo-Mo Records)

### Singles et EP
- 1994 : Hand Grenade / Endtime Relay / Molasses In January 7" (single)
- 1996 : Capri Pants – spring tour 1996, split avec Bikini Kill (Banda Bonnot)
- 1996 : What Can A Lover Do? (split avec F-80, Shove, et Dahlia Seed) (Marigold Records)
- 1998 : It's A Conversation (split 7" avec Longstocking) (Sub Pop)
- 1998 : The New Team Dresch V 6.0 Beta 7 (single)
- 2000 : Temporary Insurance (split avec The Automaticons) (Mental Monkey Records)